# Желтобрюхий капуцин
Желтобрюхий капуцин (лат. Sapajus xanthosternos) — вид приматов семейства цепкохвостых обезьян, обитающих в Южной Америке. Ранее этот примат классифицировался в качестве подвида капуцина-фавна (Sapajus apella), однако в 1998 году был поднят до ранга вида. Шерсть на груди, брюхе и внутренней поверхности передних конечностей от жёлтого до золотисто-красного. Морда светло-коричневая, на макушке тёмное пятно. Конечности и хвост тёмно-серые.
Встречаются в атлантических лесах юго-восточной Баии в Бразилии. Исторически населяли обширную территорию к востоку и северу от реки Сан-Франсиску. В настоящее время популяция сильно сократилась, самая многочисленная группа этих приматов насчитывает лишь 185 особей. По состоянию на 2004 год в зоопарках Европы и Бразилии насчитывалось около 85 животных.